# 2016年7月逝世人物列表
2016年逝世人物列表：1月 - 2月 - 3月 - 4月 - 5月 - 6月 - 7月 - 8月 - 9月 - 10月 - 11月 - 12月
2016年7月逝世人物列表，是用于汇总2016年7月期间逝世人物的列表。

## 依日期排序

### 日期不詳
- 金勇進（韓語：김용진），63歲，朝鲜副總理，被處決。[1]

### 31日
- 刘建航，88岁，中国工程院院士，被誉为“上海地铁之父”。[2]
- 千代之富士貢（日語：千代の富士 貢），62歲，日本大相撲橫綱。[3]
- 法齊爾·伊斯坎德爾（英语：Fazil Iskander），87歲，蘇聯和俄羅斯作家。[4]
- 德斯坦·昂卡·馬隆加（英语：Destin Onka Malonga），28歲，剛果足球運動員，死於輕艇意外。[5]
- 李春寧（朝鲜语：이춘녕），99歲，韓國農學家。[6]

### 30日
- 格洛麗亞·德黑文（Gloria DeHaven），91歲，美國女演員，死於中風併發症。[7]
- 帕特里克·萊勒（Patrick Lalor），90歲，愛爾蘭板棍球投手和政治人物，前愛爾蘭下議院議員（英语：Teachta Dála）及歐洲議會議員。[8]（死亡公布日期）

### 29日
- 王润，87岁，中国金属材料学家、教育家，北京科技大学原校长。[9]
- 安東尼奧·阿姆斯特朗（Antonio Armstrong），42歲，美國美式足球運動員（迈阿密海豚），中槍身亡。[10]
- 露西爾·杜蒙（英语：Lucille Dumont），97歲，加拿大女歌手。[11]

### 28日
- 殷煌明，82歲，台灣農民、紀錄片《無米樂》主角之一。[12]
- 陆谷孙，76岁，中国翻译家，《英汉大词典》主编。[13]
- 玛哈丝维塔·黛维，90歲，印度作家。[14]
- 布阿萊姆·貝克塞（英语：Boualem Bessaïh），86歲，阿尔及利亚政治人物，前外交部長（英语：List of Ministers of Foreign Affairs of Algeria）。[15]
- 康拉德·K·西爾（Conrad K. Cyr），84歲，美國聯邦法官，前美国联邦第一巡回上诉法院及缅因联邦地区法院法官。[16]
- 埃米尔·德兰·津苏（法語：Emile Derlin Zinsou），98歲，貝寧政治人物，前總統。[17]

### 27日
- 林國華，80歲，台灣政治人物，曾任立法委員、農業委員會副主委，台灣農民運動先驅。[18]
- 杨庆尧，80岁，原中国菌物学会理事，上海师范大学教授。[19]
- 傑克·戴維斯（英语：Jack Davis (cartoonist)），（Jack Davis），91歲，美國漫畫家和插畫師，《瘋狂雜誌》創辦人之一。[20]
- 詹姆斯·艾倫·麥克弗森（James Alan McPherson），72歲，美國作家，死於肺炎。[21]
- 埃诺约哈尼·劳塔瓦拉（芬蘭語：Einojuhani Rautavaara），87歲，芬兰作曲家。[22]

### 26日
- C·-H·赫爾曼松（英语：C.-H. Hermansson），98歲，瑞典政治人物，前瑞典議會議員與左翼党黨魁。[23]
- JT·麥克納馬拉（JT McNamara），41歲，愛爾蘭騎師。[24]
- 中村紘子（日語：中村 紘子），72歲，日本鋼琴家。[25]
- E·梅爾文·波特（E. Melvin Porter），86歲，美國政治人物，前俄克拉何马州参议院議員。[26]
- 戴夫·賽雷特（Dave Syrett），60歲，英格蘭足球運動員（斯温登、曼斯菲尔德城、彼得伯勒联），死於腦腫瘤。[27]
- 刘世增，96歲，第八届全国政协常委，天津市工商联原主任委员[28]

### 25日
- 耶日·巴哈爾（英语：Jerzy Bahr），72歲，波蘭外交官，前波蘭駐俄羅斯大使和駐烏克蘭大使，國家安全局（英语：National Security Bureau (Poland)）局長，死於癌症。[29]
- 皮埃爾·馥頌（英语：Pierre Fauchon），87歲，法國政治人物，前法国参议院卢瓦尔-谢尔省議員。[30]

### 24日
- 馬烏戈熱塔·巴特佐（英语：Małgorzata Bartyzel），60歲，波蘭政治人物，前波兰众议院罗兹選區議員。[31]
- 瑪尼·尼克松（Marni Nixon），86歲，美國女歌手和演員（《仙樂飄飄處處聞》），死於乳癌。[32]
- 奧拉西奧·奧利沃（英语：Horacio Olivo）83歲，波多黎各演員和歌手。[33]

### 23日
- 比爾·科蒂（英語：Bill Cotty），69歲，美國政治人物，前南卡羅來納州眾議院（英语：South Carolina House of Representatives）議員，死於肺癌。[34]
- 图尔比约恩·费尔丁（瑞典語：Thorbjörn Fälldin），90岁，前瑞典首相。[35]
- 凱特·格蘭傑（英语：Kate Granger），34歲，英國醫生和籌款家。[36]
- 謝拉·拉姆普金（英語：Sheilla Lampkin），70歲，美國政治人物，前阿肯色州众议院議員，死於卵巢癌。[37]
- 格里戈尔·斯托伊奇科夫，90岁，保加利亚共产党政治人物。[38]

### 22日
- 罗荫国，62岁，原中共茂名市委书记，死於胃癌。[39]
- 陈达，80岁，中国科学院院士，核科学家。[40]
- 张怀念，83岁，中国政治人物，湖北省政协原副主席。[41]
- 耳舒拉·富兰克林（德語：Ursula Franklin），94岁，德國裔加拿大冶金学家、物理学家、作家和教育家。[42]
- 瓦利德·朱法里（英语：Walid Juffali），61歲，沙特阿拉伯億萬富翁商人和外交官，死於癌症。[43]
- 諾瑪·列維·夏皮羅（Norma Levy Shapiro），87歲，美國前美國賓夕法尼亞東區聯邦地區法院法官。[44]

### 21日
- 王俠（原名王振釗），86歲，台灣、香港資深演員，歌手王傑的父親，死於癌症。[45]
- 曹煜英（英语：Chor Yeok Eng），86歲，新加坡政治人物，前新加坡國會武吉知馬單選區（英语：Bukit Timah Single Member Constituency）議員。[46]
- 丹尼斯·格林（Dennis Green），67歲，美國美式足球教練（明尼蘇達維京人、亚利桑那红雀），死於心臟病發。[47]
- 王武郎：50岁，台湾生态旅游家、导览员[48]

### 20日
- 拉杜·貝里根（英语：Radu Beligan），97歲，羅馬尼亞演員，登上金氏紀錄的世界最年長劇場演員。[49]
- 安德烈·依佐爾（英语：André Isoir），81歲，法國管風琴家。[50]
- 帕維爾·舍列梅特，44歲，白俄羅斯記者，死於汽車炸彈襲擊。[51]
- 馬克·高井（Mark Takai），49歲，日裔美國政治人物，前美國眾議院夏威夷州第一國會選區議員與夏威夷州众议院議員，死於胰腺癌。[52]

### 19日
- 王丹一，97岁，中央党校原政策研究室副局级离休干部，马克思哲学家艾思奇夫人，出版艾思奇一系列著作。[53]
- （Garry Marshall），81歲，美國導演，知名作品《麻雀變鳳凰》、《麻雀變公主》，死於肺炎併發症。[54]
- 趙世光，76歲，華光航業集團董事長。[55]
- 卡門·埃爾南德斯（英语：Carmen Hernández），85歲，西班牙傳教士，新慕道團（英语：Neocatechumenal Way）聯合創始人。[56]
- 阿爾多·蒙蒂（英语：Aldo Monti），87歲，墨西哥演員。[57]

### 18日
- 白利德，93岁，捷克汉学家。[58]
- 孔令仁，93歲，孔子第七十六代后裔，中国民主同盟中央原名誉副主席，山东省政协原副主席，全国妇联原副主席，山东大学教授。[59]
- 理查德·巴奇（Richard Budge），69歲，英國商人，死於前列腺癌。[60]
- 海因茨·盧卡斯（英语：Heinz Lucas），95歲，德國足球運動員和經理人。[61]

### 17日
- 王郁昭，90岁，安徽省原省长。[62]
- 宮能慧，44岁，筆名宮鈴、胡同台妹，台灣記者與作家，抑郁症。[63]
- 溫德爾·R·安德森，83歲，美國政治人物，前明尼苏达州州长與明尼苏达州聯邦參議員，奧運會冰球銀牌得主（1956年），死於肺炎。[64]
- 阿希爾卡薩諾瓦（英语：Achille Casanova），74歲，瑞士政治人物。[65]

### 16日
- 內特·瑟蒙德（Nate Thurmond），74歲，美國籃球運動員。[66]
- 孫仁鎬（朝鲜语：손인호 (가수)），89歲，韓國男歌手。[67]
- 邦妮·布朗（Bonnie Brown），77歲，美國鄉村歌手，死於肺癌。[68]
- 羅伯特·布倫·摩根（Robert Burren Morgan），90歲，美國政治人物，前北卡羅萊納州聯邦參議員、北卡罗来纳州参议院議員及檢察總長（英语：North Carolina Attorney General）。[69]
- 张宏仁，82歲，原中國地质矿产部党组成员、副部长，前国际地质科学联合会主席[70]

### 15日
- 刘应明，76岁，中国数学家、教育家，九三学社中央原副主席，四川省政协原副主席，四川大学原副校长，中国科学院院士。[71]
- 坎德尔·巴洛奇，26岁，巴基斯坦女演員兼模特兒。[72]
- 羅蘭·普林斯（Roland Prince），69歲，安提瓜爵士吉他手。[73]
- 蘇珊·雷諾夫（Susan Renouf），74歲，澳洲社交名媛，死於卵巢癌。[74]

### 14日
- 彼得·艾斯特哈茲（匈牙利語：Péter Esterházy），66岁，匈牙利作家。[75]
- 穆罕默德·拉胡艾杰·布赫莱勒，31岁，法国突尼斯裔恐怖分子，尼斯袭击事件凶手，被击毙。[76]
- 羅傑·沙努安（Roger Chanoine），39歲，美國美式足球運動員（克里夫兰布朗、杰克逊维尔美洲虎），死於胰腺癌。[77]
- 特洛伊·馬德爾（Troy Mader），60歲，美國政治人物，前懷俄明州眾議院議員，從全地形車跌死。[78]
- 沙龍·朗納（Sharon Runner），62歲，美國政治人物，前加利福尼亚州众议院及参议院議員，死於呼吸衰竭併發症。[79]

### 13日
- 吉姆·卡邁克爾（英語：Jim Carmichael），76歲，美國政治人物，前俄亥俄州眾議院議員。[80]
- 加里·N·德拉蒙德（英语：Garry N. Drummond），78歲，美國煤炭高管，前德拉蒙公司（英语：Drummond Company）行政總裁。[81]
- 莱夫里哈人（英语：El Lebrijano），75歲，西班牙弗拉門戈歌手。[82]
- 海科特·巴班克（英语：Héctor Babenco），79岁，阿根廷导演，代表作《蜘蛛女之吻》，死於心脏衰竭。[83]
- 赵兴元，91岁，原旅大警备区政治委员（副兵团职）。[84]
- 罗伯特·法诺（Robert Fano），98岁，美国计算机科学家。[85]
- 陈兴印，86岁，吉林省军区原司令员。[86]
- 邓浦东，81岁，广西壮族自治区政协原副主席。[87]

### 12日
- 戈兰·哈季奇，57歲，塞爾維亞政治人物與被指控的戰犯，前塞爾維亞克拉伊納共和國總統，死於腦癌。[88]
- 齊格蒙特·齊莫斯基（英语：Zygmunt Zimowski），67歲，波蘭羅馬天主教主教，前天主教拉多姆教区主教與宗座醫療牧靈理事會（英语：Pontifical Council for the Pastoral Care of Health Care Workers）主席，死於胰腺癌。[89]
- 王乐天，101岁，中国原总参谋部装备部副部长。[90]

### 11日
- 杨树朋，33岁，中国赴南苏丹维和步兵营执勤分队战士，四级军士长军衔，在南苏丹内部冲突中遇袭殉职。[91]
- 約翰·布拉德馬斯（John Brademas），89歲，美國政治人物和教育家，前美國眾議院印第安納州第三國會選區代表議員及紐約大學校長[92]
- 吉姆·梅森（Jim Metzen），72歲，美國政治人物，前明尼苏达州参议院議長（英语：List of Presidents of the Minnesota Senate）與明尼苏达州众议院議員，死於肺癌。[93]
- 弗雷德里克·史密斯爵士（英语：Frederick Smith (barrister)）（Sir Frederick Smith），92歲，巴巴多斯律師和政治人物，前巴巴多斯律政司。[94]

### 10日
- 叶选宁，79岁，叶剑英次子，原中国人民解放军总政治部联络部部长。[95]
- 甘磊，45岁，柬埔寨政治家，被枪杀。[96]
- 李磊，22岁，中国赴南苏丹维和步兵营执勤分队战士，下士军衔，在南苏丹内部冲突中遇袭殉职。[91]
- 阿納托利·伊薩耶夫（英语：Anatoli Isayev），83歲，俄羅斯足球運動員和經理人。[97]
- 艾爾弗雷德·克努森（Alfred Knudson），93歲，美國遺傳學家。[98]
- 張杰，94歲，台灣畫家，以畫荷花著名。[99]
- 胡壮麒，87岁，中国工程院院士、材料学家。[100]
- 布魯斯·布瑞吉曼（Bruce Bridgeman），美國學者，加州大學聖克魯斯分校榮譽教授、專長於神經科學，死於交通事故。[101]

### 9日
- 白明華，85歲，台灣女演員。[102]
- 格拉迪斯·胡珀（Gladys Hooper），113歲，英國最年長人瑞。[103]
- 熱訥維耶沃·卡斯費（英语：Geneviève Castrée），34歲，加拿大音樂家與漫畫家，死於胰腺癌。[104]
- 西德尼·尚伯格，82歲，美國記者（《纽约时报》），普立茲國際報導獎得主。[105]
- 雷·斯賓塞（Ray Spencer），82歲，英國足球運動員（达灵顿、托奎联）。[106]

### 8日
- 曾令良，60岁，中国国际法学者。[107]
- 傑基·麥克伊納利（Jackie McInally），76歲，蘇格蘭足球運動員（基马诺克、咸美顿学院、马瑟韦尔）。[108]
- 爱新觉罗·毓嶦，92歲，中国书法家，清朝皇族後裔、恭親王溥偉之子。[109]
- 威廉·H·麦克尼尔，98歲，美国历史学家。
- 高蒂·邁克爾遜，113歲，俄羅斯裔美國超級人瑞，前美國最年長者。[110]

### 7日
- 永六輔（日語：永 六輔），83歲，日本男作詞人、作曲家、作家、散文家及電視主持人。[111]
- 倫納德·李（Leonard Lee），77歲，加拿大商人。[112]
- 沃爾夫拉姆·西貝克（英语：Wolfram Siebeck），87歲，德國記者和美食評論家。[113]
- 莎莉·博曼（Sally Beauman），71歲，英國作家。[114]

### 6日
- 李元，91岁，中国天文学家、天文科普专家，中国天文馆事业的奠基人。[115]
- 比基·阿賈伊（Bukky Ajayi），82歲，尼日利亞女演員。[116]
- 瑪麗安·伯格森（Marian Bergeson），90歲，美國政治人物，前加利福尼亚州参议院議員。[117]

### 5日
- 布萊恩·懷特（英语：Brian White (British politician)）（Brian White），59歲，英國政治人物，前英國下議院議員，死於癌症。[118]
- 威廉·L·阿姆斯特朗（William L. Armstrong），79歲，美國政治人物，前科羅拉多州聯邦參議員。[119]
- 約翰·貝利-漢密爾頓，第十三代哈丁頓伯爵（John Baillie-Hamilton, 13th Earl of Haddington），74歲，英國貴族。[120]
- 劉銓忠，74歲，台灣政治人物，前立法委員。[121]

### 4日
- 阿巴斯·基亚罗斯塔米（波斯語：عباس کیارستمی），76岁，伊朗导演，戛纳金棕榈奖获得者。[122]
- 羅斯科·布朗（Roscoe Brown），94歲，美國二戰老兵，塔斯克基飞行员成員。[123]
- 約翰·米德爾頓（英语：John Middleton (footballer, born 1956)）（John Middleton），59歲，英國足球運動員（德比郡、诺丁汉森林）。[124]
- 牛憨笨，76岁，中国光电子学和超快诊断技术专家，工程院院士。[125]
- 杨伟炎，81岁，中国军方医学专家，第八、第九届全国人大代表。[126]
- 罗梅什·钱德拉（英語：Romesh Chandra），97岁，世界和平理事会主席。[127]

### 3日
- 朴俊炳（朝鲜语：박준병 (1933년)），83歲，韓國軍人與政治人物，前韩国国会報恩郡（朝鲜语：보은군의 국회의원）議員。[128]
- 全吾承（朝鲜语：전오승），83歲，韓國作曲家。[129]
- 吉米·弗里塞爾（Jimmy Frizzell），79歲，蘇格蘭足球運動員和經理人。[130]
- 毛里西奧·維利斯汀（英语：Mauricio Walerstein），71歲，墨西哥電影導演。[131]

### 2日
- 陈锦华，87岁，中国人民政治协商会议第九届全国委员会副主席。[132]
- 帕特里克·曼宁（英語：Patrick Manning），69歲，前千里達及托巴哥總理，死於急性骨髓性白血病[133]。
- 米歇尔·罗卡尔（法語：Michel Rocard），85歲，法國政治家，法國總理（1988-1991）[134]。
- 鲁道夫·卡尔曼（匈牙利語：Kálmán Rudolf），86歲，匈牙利裔美國數學家，卡爾曼濾波提出者，1974年IEEE榮譽獎章得主。[135]
- （Elie Wiesel），87歲，生於羅馬尼亞的美國社會運動家與作家，納粹屠殺生還者，首本作品《夜》，1986年諾貝爾和平獎得主、猶太人大屠殺倖存者。[136][137][138]
- 麥可·西米諾（英語：Michael Cimino），77歲，美國導演，1978年奧斯卡最佳導演獎得主。[139]
- 尤安·勞埃德（英语：Euan Lloyd），92歲，英國電影製片人。[140]
- 羅伯特·奈伊（英语：Robert Nye），77歲，英國詩人。[141]
- 瑪麗·A·麥克盧爾（英語：Mary A. McClure），77歲，美國政治人物，前南达科他州参议院議員。[142]

### 1日
- 伊夫·博纳富瓦（法語：Yves Bonnefoy），93歲，法國詩人。[143]
- 羅摩占陀羅·欽塔曼·達瓦（英语：Ramchandra Chintaman Dhere），86歲，印度作家。[144]